# IChat
Chronologie des versions
Messages
iChat est un logiciel de messagerie instantanée pour Mac OS X, lancé par Apple en 2002. et remplacé par Messages depuis OS X 10.8 en 2012. Il utilise le protocole AIM et permet de ce fait de communiquer avec les utilisateurs d'AOL Instant Messenger et d'ICQ. Il est également compatible avec le protocole ouvert Jabber.

## Historique des versions
Apple lance iChat en 2002 avec son système d'exploitation Mac OS X 10.2.
En 2003, sur Mac OS X 10.3 iChat devient iChat AV, avec qui apparaît la visioconférence à 2 au format H.323 (utilisée, entre autres, par Ekiga (GnomeMeeting) et NetMeeting).
La version 3 livrée avec Mac OS X 10.4 supporte la visioconférence à 4 et l'audioconférence à 10 via le codec H.264. Elle n'est pas compatible avec la nouvelle messagerie d'AOL, Triton.
La version 4, vient avec Mac OS X Leopard et offre quelques nouveautés, soit l'ajout d'effets vidéos (étant les mêmes que ceux de Photo Booth), un codec audio utilisant AAC-LD, l'apparition de iChat Theater (la possibilité de faire des conférences incluant des présentations photos, vidéos et autre directement dans la fenêtre de conversation), la possibilité de faire un partage d'écran et plusieurs changements effectif sur les utilisateurs (entre autres, l'invisibilité, de icônes animées, une interface légèrement modifiée, etc.).
Finalement, la dernière version en date, la 5.0 vient avec Mac OS X Snow Leopard, désormais, davantage d'utilisateurs peuvent profiter de chats vidéo en 640 × 480 pixels, car les exigences techniques sont plus modestes : la bande passante montante requise a été divisée par trois - 300 kbit/s au lieu de 900 kbit/s. Enfin, iChat Theater fonctionne désormais en 640 × 480 pixels, soit une résolution multipliée par quatre. Le système intègre des technologies capables de résoudre de nombreuses incompatibilités avec les routeurs qui peuvent dégrader les communications. Et si iChat ne parvient pas à établir une connexion directe, il utilise un serveur relais AIM pour ouvrir une session de chat.
Cette version supporte le protocole standard, ouvert et open source Jabber qui propose des passerelles vers MSN, Yahoo! Messenger, AIM/ICQ et d'autres services de messagerie instantanée.
Un accord Apple-AOL permet en outre aux utilisateurs du service .Mac d'utiliser leur adresse courriel en @mac.com comme identifiant AIM. La plupart des utilisateurs se servent d'un pseudonyme AIM, l'inscription a .Mac étant payante. Néanmoins, il est possible d'obtenir gratuitement une adresse .Mac utilisable à vie sur iChat en s'inscrivant à l'offre d'essai .Mac. À la fin de cette période d'essai, l'adresse reste valide sur le réseau AIM. Noter cependant que depuis le mois de juillet 2008, Apple a lancé MobileMe, système remplaçant .Mac par .Me.
Un logiciel de chiffrement, ChatBarrier, fonctionne avec iChat.
En 2012, Apple annonce que iChat est remplacé lors de la sortie de Mac OS X Mountain Lion par Messages, une application fusionnant iMessage et iChat et permettant les discussions entre les différents appareils Apple.